# Campeonato Mundial de Luge de 2016
El Campeonato Mundial de Luge de 2016 fue la XLVI edición y se celebró en la localidad alemana de Schönau am Königssee entre el 29 y el 31 de enero de dicho año. Estuvo organizado por la Federación Internacional de Luge.

### Medallistas
| Evento             | Oro                                                                     | Oro      | Plata                                                        | Plata    | Bronce                                                            | Bronce   |
| ------------------ | ----------------------------------------------------------------------- | -------- | ------------------------------------------------------------ | -------- | ----------------------------------------------------------------- | -------- |
| Hombres individual | Felix Loch · Alemania                                                   | 1:38.864 | Ralf Palik · Alemania                                        | 1:39.287 | Wolfgang Kindl · Austria                                          | 1:39.553 |
| Hombres sprint     | Felix Loch · Alemania                                                   | 38.574   | Andi Langenhan · Alemania                                    | 38.794   | Ralf Palik · Alemania                                             | 38.808   |
| Mujeres individual | Natalie Geisenberger · Alemania                                         | 1:40.799 | Martina Kocher · Suiza                                       | 1:41.038 | Tatiana Ivanova · Rusia                                           | 1:41.055 |
| Mujeres sprint     | Martina Kocher · Suiza                                                  | 39.451   | Natalie Geisenberger · Alemania                              | 39.486   | Dajana Eitberger · Alemania                                       | 39.537   |
| Dobles             | Tobias Wendl/Tobias Arlt · Alemania                                     | 1:38.975 | Toni Eggert/Sascha Benecken · Alemania                       | 1:39.586 | Christian Oberstolz/Patrick Gruber · Italia                       | 1:40.728 |
| Dobles sprint      | Tobias Wendl/Tobias Arlt · Alemania                                     | 39.032   | Peter Penz/ Georg Fischler · Austria                         | 39.261   | Christian Oberstolz/ Patrick Gruber · Italia                      | 39.428   |
| Equipo             | Alemania · Natalie Geisenberger · Felix Loch · Tobias Wendl/Tobias Arlt | 2:44.062 | Letonia Elīza Tīruma Inārs Kivlenieks Andris Šics/Juris Šics | 2:45.614 | Canadá · Alex Gough · Mitchel Malyk · Tristan Walker/Justin Snith | 2:45.907 |